# Mallerenga emplomallada dels roures
La mallerenga emplomallada dels roures (Baeolophus inornatus) és una espècie d'ocell de la família dels pàrids (Paridae) que habita zones arbustives del sud-oest d'Oregon, Califòrnia i Baixa Califòrnia.

## Descripció
És un ocell petit de color gris tenyit de marró amb un petit plomall o cresta. La cara és marró simple i les parts inferiors són d'un gris més clar. Tots dos sexes són similars en aparença.

## Distribució
Aquesta espècie viu tot l'any al vessant del Pacífic. Resideix des del sud d'Oregon a través de Califòrnia, a l'oest de la Sierra Nevada, fins a Baixa Califòrnia, però el seu rang envolta el centre de la vall de San Joaquín. Prefereix boscos oberts de roure i pi en elevacions baixes i mitjanes.

## Subespècies
Es reconeixen quatre subespècies:
- B. i. affabilis (Grinnell & Swarth, 1926) – del sud-oest de Califòrnia (comtat de Ventura) al nord de Baixa Califòrnia.
- B. i. cineraceus (Ridgway, 1883)– Baixa Califòrnia.
- B. i. inornatus (Gambel, 1845)– sud-oest d'Oregon i el nord de Califòrnia.
- B. i. mohavensis (Miller, 1946)– a la serra de Sant Bernardino del sud de Califòrnia.